# サイクロークイーサーン
サイクロークイーサーン（タイ語: ไส้กรอกอีสาน、発音 [sâj krɔ̀ːk ʔīːsǎːn]）は、タイ北東部に位置するイーサーン地方の諸県発祥の発酵ソーセージである。

## 概要
イーサーン料理で使用される食材の一つ。豚肉と米から作られる。鳥の目唐辛子、生キャベツ、薄く切ったショウガを添えた軽食として広く食べられている。  